# Клейн, Эрнест
Клейн, Эрнест Давид (англ. Ernest David Klein, 26 июля 1899 года, Сатмарнемети — 4 февраля 1983 года, Оттава) — канадский раввин и лингвист, автор этимологических словарей английского языка и иврита.

## Биография
Родился в семье Ицхока (Игнаца) и Сары-Рахели (Розы) Клейн (урожденной Фридрих) в Сатмарнемети в Австро-Венгрии. Отец был раввином синагоги общины status quo ante, автором более двадцати трудов на религиозные темы. Мать происходила из семьи ортодоксального раввина близлежащего села Турц.
В детстве кроме религиозного образования самостоятельно занимался современными языками, в частности, английским и немецким. Учился филологии и философии в Будапештском университете, а также в Венском университете, где в конце 1925 года получил степень доктора философии (в 1975 году — почетную «золотую докторскую степень» этого университета).
С 1929 по 1944 год был раввином еврейской общины в городе Нове-Замки, откуда был депортирован в Освенцим, а позднее в Дахау. После освобождения служил раввином в Сату-Маре, откуда эмигрировал во Францию. После пребывания в Париже, где был раввином синагоги на улице Монтевидео в XVI округе, в 1952 году эмигрировал в Канаду и до конца жизни занимал пост раввина общины Бет-Ицхак в Торонто.
Является автором этимологического словаря словаря английского языка (A Comprehensive Etymological Dictionary of the English Language, 1966—1967) и этимологического словаря иврита для англоязычных читателей (A Comprehensive Etymological Dictionary of the Hebrew Language for Readers of English (1987), созданию которого посвятил последние десять лет жизни.
В 1978 году награждён офицерской степенью Ордена Канады.

## Произведения
- Ernest Klein. Klein's Comprehensive Etymological Dictionary of the English Language. — Elsevier Publishing Company, January 1, 1971. — 844 p. — ISBN 978-0444409300.
- Ernest Klein. A Comprehensive Etymological Dictionary of the Hebrew Language for Readers of English. — Carta Jerusalem, January 10, 1987. — 740 p. — ISBN 978-9652200938.